# Scopula immistaria
Scopula immistaria är en fjärilsart som beskrevs av Herrich-Schäffer 1851. Scopula immistaria ingår i släktet Scopula och familjen mätare. Inga underarter finns listade.